# Kirchholz
Das Kirchholz war bis zum 31. Dezember 1980 ein gemeindefreies Gebiet im Landkreis Berchtesgadener Land, mit einer Fläche von 155,60 Hektar. Am 1. Januar 1981 wurde das gemeindefreie Gebiet aufgelöst. 96,13 Hektar wurden nach Bayerisch Gmain eingemeindet, 59,16 Hektar in die Stadt Bad Reichenhall. Untypisch für ein ehemaliges gemeindefreies Gebiet wurde auch die entsprechende Gemarkung aufgelöst und den Gemarkungen Bayerisch Gmain und St. Zeno (Bad Reichenhall) angeschlossen.
Das hügelige (Königshöhe 577 Meter) und großteils bewaldete Kirchholz ist ein Ausläufer des Lattengebirges und bildet einen Teil des nordwestlichen Abschlusses der Berchtesgadener Alpen.
Geologisch besteht es aus Haselgebirge, einer Mischung aus salzhaltigen Ton- und Gipsmergeln. Im östlich angrenzenden Leopoldstal wurde früher daraus Gips gewonnen.
Knapp drei Viertel (73 Prozent) des Gebiets, nämlich eine Fläche von 114 Hektar, wird seit den 1930er Jahren vom Standortübungsplatz Kirchholz eingenommen (Standort Bad Reichenhall). Dieses Gebiet wurde als Natura 2000-Gebiet ausgewiesen.
Entlang der Ostgrenze des Gebiets verläuft die Kreisstraße BGL 4 im Tal des Weißbachs, der hier die Grenze zu Österreich (Großgmain mit dem Randersberg, ebenfalls ein hügeliges Waldgebiet) bildet. In dem schmalen Talstreifen zwischen dem Kirchholz und dem Weißbach entlang der BGL 4 liegt der frühere Weiler Leopoldstal der 1905 aufgelösten Gemeinde St. Zeno, der bereits zum Zeitpunkt der Auflösung von St. Zeno in Bayerisch Gmain eingegliedert wurde.
Am südlichen Rand, jedoch außerhalb des Gebiets, liegt der Sender Bad Reichenhall.
Bereits am 1. Juli 1979 wurde ein kleiner Teil mit einer Fläche von 0,31 Hektar in die Stadt Bad Reichenhall eingegliedert.
Der Amtliche Gemeindeschlüssel wurde in Bayern für einzelne gemeindefreie Gebiete erst am 1. Februar 1995 eingeführt. Damit konnte das Kirchholz nur zusammen mit den übrigen gemeindefreien Gebieten des Landkreises Berchtesgaden (bis zum 30. Juni 1972, 09135444) bzw. des Landkreises Berchtesgadener Land (ab 1. Juli 1972, bis zum 30. April 1973 noch Landkreis Bad Reichenhall genannt, 09172444) bezeichnet werden.